# الاختلافات النصية في إنجيل يوحنا
الاختلافات النصية في إنجيل يوحنا (بالإنجليزية: Textual variants in the Gospel of John)‏ هي موضوع دراسة تسمى النقد النصي للعهد الجديد .تنشأ الاختلافات النصية في المخطوطات عندما يقوم الناسخ بإجراء تحريفات متعمدة أو غير مقصودة على النص الذي يتم إعادة إنتاجه. وترد في هذه المقالة أدناه قائمة مختصرة من المتغيرات النصية في هذا الكتاب بالذات.

## الاختلافات النصية الموجودة

### كلمات محذوفة أو مُضافة
حوَت المخطوطات الكنسية أجزاء من الأناجيل، وكثيرًا ما تستخدم الأناجيل الضمائر عوضًا عن الأسماء، فمثلا لا يذكر فيها اسم يسوع لا بِاسمه "يسوع" ولا بلقه مثل "الرب" أو "المعلم"، إنما أُشِير إليه بالضمير "هو" وايضا كان الناسخ يستعيض عـن الضمائر بالأسماء، فمثلًا لو كان في الإنجيل: "وبينما كان يعلّم" يضيف الناسخ لمخطـوط القراءة الكنسيـة اسم يسوع، فيكتب "وبينما كان يسوع يعلم"
( يوحنا 8: 59) "فَرَفَعُوا حِجَارَةً لِيَرْجُمُوهُ. أَمَّا يَسُوعُ فَاخْتَفَى وَخَرَجَ مِنَ الْهَيْكَلِ مُجْتَازًا فِي وَسْطِهِمْ وَمَضَى هكَذَا." التراجم العربية التي كتبت المقطع ''الفانديك'' التي حذفته ''الحياة'' ''المشتركة'' ''البولسية'' ''المبسطة'' ''اليسوعية'' ''الكاثوليكية'' المخطوطات التي حذفته بردية 66 و 75 والفاتيكانية وبيزا وكثير من مخطوطات الفلجاتا والقبطي الصعيدي
( يوحنا 16: 16) "بَعْدَ قَلِيل لاَ تُبْصِرُونَنِي، ثُمَّ بَعْدَ قَلِيل أَيْضًا تَرَوْنَنِي، لأَنِّي ذَاهِبٌ إِلَى الآبِ»." التراجم العربية التي كتبت المقطع ''الفانديك'' والتي حذفت ''الحياة'' ''المشتركة'' ''اليسوعية'' ''المبسطة'' ''البولسية'' ''الكاثوليكية'' المخطوطات التي حذفته بردية 66 والسينائية والفاتيكانية وبيزا وواشنطون والقبطي الصعيدي وسبب الحذف هو خطأ ناسخ بالحذف كعادة نساخ النص الاسكندري
( يوحنا 11: 41) "فَرَفَعُوا الْحَجَرَ حَيْثُ كَانَ الْمَيْتُ مَوْضُوعًا، وَرَفَعَ يَسُوعُ عَيْنَيْهِ إِلَى فَوْقُ، وَقَالَ: «أَيُّهَا الآبُ، أَشْكُرُكَ لأَنَّكَ سَمِعْتَ لِي،" التراجم العربية التي كتبت المقطع ''الفانديك'' اما التي حذفت المقطع ''الحياة'' ''المشتركة'' ''المبسطة'' ''البولسية'' ''اليسوعية'' ''الكاثوليكية'' الحذف قد يكون خطأ نسخي بسبب ان عين الناسخ انتقلت من اون الي اوس وحذف المقطع
(يوحنا 1: 27) هُوَ الَّذِي يَأْتِي بَعْدِي، الَّذِي صَارَ قُدَّامِي، الَّذِي لَسْتُ بِمُسْتَحِقّ أَنْ أَحُلَّ سُيُورَ حِذَائِهِ." التراجم العربية التي كتبت المقطع ''الفانديك'' التي حذفته ''المشتركة'' ''المبسطة'' ''الحياة'' ''البولسية'' ''اليسوعية'' ''الكاثوليكية'' ,مخطوطات التي حذفته بردية 66 و 75 من القرن الثالث والسينائية و الفاتيكانية من القرن الرابع والترجمة القبطي الصعيدي ,مخطوطة واشنطن بها نص غير صحيح وهم من ضمن الاصحاحات المفقوده ومكتوبة مره ثانية
(يوحنا 3: 15) لِكَيْ لاَ يَهْلِكَ كُلُّ مَنْ يُؤْمِنُ بِهِ بَلْ تَكُونُ لَهُ الْحَيَاةُ الأَبَدِيَّةُ. التراجم العربية التي كتبت المقطع ''الفانديك'' التي حذفته ''الحياة'' ''اليسوعية'' ''السارة'' ''الشريف'' ''الكاثوليكية'' ''المشتركة'' ''البولسية'' ''المبسطة'' مخطوطات التي حذفته بردية 75 وبردية 66 والفاتيكانية
( يوحنا 5: 16) وَلِهَذَا كَانَ الْيَهُودُ يَطْرُدُونَ يَسُوعَ وَيَطْلُبُونَ أَنْ يَقْتُلُوهُ لأَنَّهُ عَمِلَ هَذَا فِي سَبْتٍ. التراجم العربية التي كتبت المقطع ''الفانديك'' التي حذفته ''الحياة'' ''السارة'' ''اليسوعية'' ''المبسطة'' ''الشريف'' ''المشتركة' ''البولسية'' ''الكاثوليكية' مخطوطات التي حذفته بردية 66 و 75 و السينائية والفاتيكانية والافرايمية وبيزا والفلجاتا والقبطي الصعيدي
(يوحنا 19: 5) "فَخَرَجَ يَسُوعُ خَارِجًا وَهُوَ حَامِلٌ إِكْلِيلَ الشَّوْكِ وَثَوْبَ الأُرْجُوانِ. فَقَالَ لَهُمْ بِيلاَطُسُ: «هُوَذَا الإِنْسَانُ!»" غير موجودة في بردية 66 وعدة مخطوطات لاتيني

### الاختلاف في محتوى النص
(يوحنا 18:1) "اَللهُ لَمْ يَرَهُ أَحَدٌ قَطُّ. (اَلابْنُ الْوَحِيدُ//الإله الأوحد//أَلإِلهُ، الابْنُ الوحيدُ) الَّذِي هُوَ فِي حِضْنِ الآبِ هُوَ خَبَّرَ." التراجم العربية التي كتبت {اَلابْنُ الْوَحِيدُ}''الفانديك'' ''الحياة'' ''اليسوعية'' ''المبسطة'' ''الشريف'' ''الكاثوليكية'' التراجم العربية التي كتبت {الإله الأوحد} ''السارة'' التراجم العربية التي كتبت { أَلإِلهُ، الابْنُ الوحيدُ} ''البولسية'' المخطوطات التي كتبت {الإله الأوحد} النص السكندري. البردية 66 والبردية 75 والسينائية والفاتيكانية وقبطي واسشتهد بها اوريجانوس وكليميندوس
(يوحنا 5: 2) "وَفِي أُورُشَلِيمَ عِنْدَ بَابِ الضَّأْنِ بِرْكَةٌ يُقَالُ لَهَا بِالْعِبْرَانِيَّةِ «بَيْتُ (حِسْدَا//ذاتا//صيدا//زاتا//بِيزاثا//زافا)» لَهَا خَمْسَةُ أَرْوِقَةٍ." التراجم العربية التي كتبت {حِسْدَا} ''الفانديك'' ''الحياة'' ''المبسطة'' التي كتبت {ذاتا} ''اليسوعية'' التي كتبت {زاتا} ''السارة'' ''المشتركة'' ''الكاثوليكية'' التي كتبت {بِيزاثا} ''البولسية'' مخطوطات التي كتبت {زافا} السينائية, التي كتبت {بِيزاثا} بعض المخطوطات لاتينية والفولجا ,التي كتبت {صيدا} بردية 66 وبردية 75 والفاتيكانية

### شهادة مسيحيين
يذكر القديس إيرينيئوس ان عدد الموجدين في لوقا 10:22 ومتى 11: 27 وموجود ايضا في انجيل مرقس ويوحنا ولكن انجيل مرقس لا يحتوي على العدد واما انجيل يوحنا لا يحتوي على كامل عدد